# Нитрамид
Нитрамид — химическое соединение с молекулярной формулой NH2NO2. Органические производные нитрамида называются нитраминами. Является неорганическим изомером азотноватистой кислоты. Нитрамид можно рассматривать как азотный аналог азотной кислоты (HO−NO2), в котором гидроксильная группа −OH заменена аминогруппой −NH2.

## История
Впервые нитрамид был получен Фридрихом Тиле и Генрихом Лохманом в 1894 из уретана. С момента его получения учёные работают над изучением его свойств. Позже, его свойства были подробнее изучены Алексом Ламбертоном в 1951.

## Получение
Нитрирование аммиака при пониженных температурах приводит к образованию нитрамида и солей аммония.
{\displaystyle {\ce {2NH3 + N2O5 -> NH2NO2 + NH4NO3}}}
Другой метод основан на реакции солей аминосульфоновой кислоты и азотной кислоты.
{\displaystyle {\ce {NaSO3NH2 + HNO3 -> H2N-NO2 + NaHSO4}}}
Реакция требует соблюдения температурного режима, в противном случае нитрамид разложится со вспышкой.
К образованию нитрамида приводит гидролиз динитромочевины:
{\displaystyle {\ce {NH-NO2-C(O)-NO2-NH + H2O -> 2H2N-NO2 + CO2}}}

## Физические свойства
Нитрамид представляет собой бесцветные пластинчатые кристаллы с характерным блеском. Хорошо растворим в воде, спирте, эфирах и ацетоне. Плохо растворим в хлороформе, бензине и гексане. 
Вещество очень чувствительно к механическому воздействию, но термически достаточно устойчиво. Температура разложения 95 °С. Соединение достаточно нестабильное, как и все его производные.

## Химические свойства
Нитрамид является слабой одноосновной кислотой. Взаимодействует с щелочными металлами. Однако, все щелочные соли существуют не более минуты, быстро разлагаясь. Это связано с нестабильностью аниона HN2O2-. 
Разлагается при нагревании до 80-95 °С с образованием закиси азота:
{\displaystyle {\ce {H2NNO2 ->[t] N2O + H2O}}}
Нитрамид разлагается со вспышкой при взаимодействии с аммиаком. Аммонивую соль нитрамида можно получить, смешав его с аммиаком в эфире. Она может существовать только в растворе; быстро разлагается на воздухе.
{\displaystyle {\ce {H2N-NO2 + 2NH3 -> (NH4)2N-NO2}}}
Наиболее стабильной является соль ртути HgNNO2. Она разлагается продолжительное время. 
По отношению к органическими веществам, нитрамид проявляет свойства нитрирующего агента. Ниже приведена реакция с мочевиной, приводящая к образованию нитромочевины:  
{\displaystyle {\ce {(NH2)2CO + NH2NO2 ->[H2SO4] CH3N3O3 + NH3}}}
Данную реакцию следует проводить при температуре 0-5 °С так как нитрамид способен взаимодействовать с серной кислотой, образуя смесь азотосодержащих продуктов.
Нитрамид взаимодействует с альдегидами. Наиболее рациональными являются реакции с альдегидами, имеющими не более 5 атомов углерода. Производные крупных альдегидов будут содержать слишком большие молекулы, что приведёт к разложению продуктов.
Присоединением формальдегида к нитрамиду получают бис(гидроксиметил)нитрамин.
{\displaystyle {\ce {NH2NO2 + 2HCHO -> (CH2OH)2NNO2}}}
Применив катализатор, можно получить метилендинитрамин. Реакцию проводят в этилацетате. Условное уравнение реакции выглядит следующим образом: 
{\displaystyle {\ce {NH2NO2 + HCHO ->[H2SO4] CH2(NHNO2)2 + H2O}}}
Вступает в реакцию алкилирования с диазометаном, образуя диметилнитрамин:
{\displaystyle {\ce {NH2NO2 + CH2N2 -> (CH3)2NNO2}}}
При взаимодействии нитрамида с сульфоксидами в присутствии уксусного ангидрида образуются нитроимиды сульфония. Например при реакции с диметилсульфоксидом образуется нитроимид диметилсульфония:
{\displaystyle {\ce {(CH3)2SO + NH2NO2 ->[Ac2O] (CH3)2SNNO2 + H2O}}}

## Применение
Основное применение нитрамид имеет в качестве реагента в химической промышленности. Из него синтезируют азотсодержащие соединения. 